# فاغنر دا سيلفا موريرا
فاغنر دا سيلفا موريرا هو لاعب كرة قدم برازيلي، ولد في 27 مايو 1988 في بونتا غروسا في البرازيل. لعب مع نادي بارانا.